# Zwevend Geleed Tramrijtuig

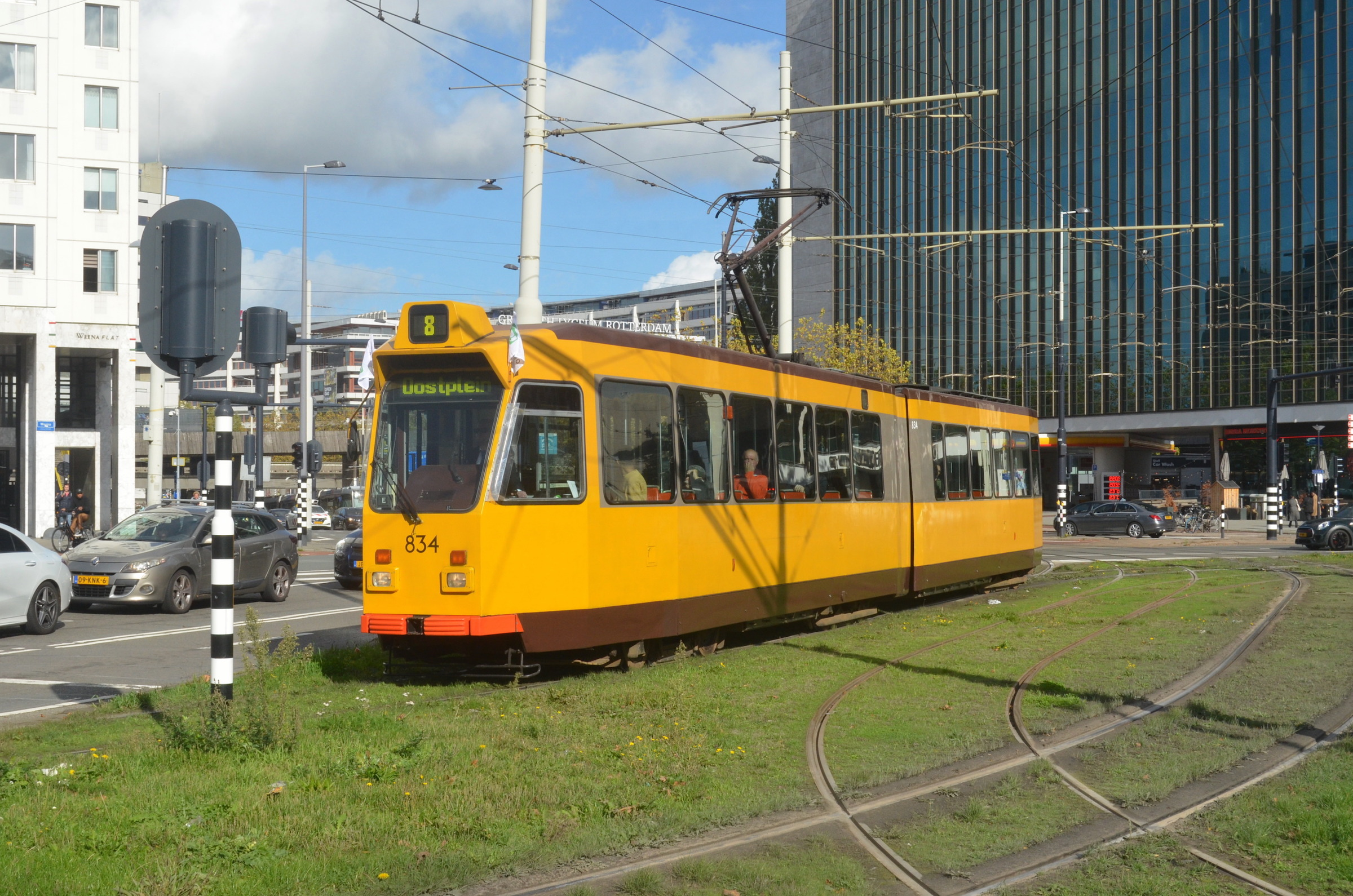
ZGT-enkelgelede wagen 834 in de oorspronkelijke kleur als museumtram op het Hofplein.

Het Zwevend Geleed Tramrijtuig (ZGT) is een Rotterdams trammodel uit de jaren tachtig. Deze honderd gelede trams vormden jarenlang het basismaterieel voor Rotterdam, maar zijn in fases tot 2012 allemaal vervangen door lagevloertrams van het type Citadis.

## Geschiedenis en constructie
Tussen 1981 en 1985 werden de eerste vijftig wagens, nr. 701-750, gebouwd door Düwag (nu: Siemens). De tram moest zo lang mogelijk zijn, met maar één geleding, omdat geledingen tot de duurste onderdelen van een tram behoren. Er werd gekozen om geen jacobsdraaistel te gebruiken, maar om de voorste twee draaistellen volledig onder de voorste wagenbak te plaatsen. De achterste bak is een soort halfgedragen aanhanger, die steunt op het derde draaistel en de zwevende geleding. Door deze constructie is de tram met 23,8 meter slechts een paar meter korter dan een traditionele dubbelgelede tram, maar heeft de tram slechts drie draaistellen in plaats van vier. In die tijd was een zwevende geleding voor een tram nog bijzonder. In het latere straatbeeld is een zwevende geleding niet bijzonder meer omdat lagevloertrams altijd zwevende geledingen hebben. De trams werden voorzien van koersrollen voor de bestemmingsdisplays.
De 701-750 waren de eerste trams in Nederland met draaistroommotoren. Alle zes de assen worden aangedreven (6× 42 kW). Het vermogen van de trams bleek aanvankelijk groter dan wenselijk werd geacht. Daarom is kort na de indienststelling op alle 700-en het vermogen begrensd; deze begrenzing is in verband met de invoering met het TramPlus-systeem op een aantal trams ongedaan gemaakt.
Tussen 1984 en 1988 zijn er nog eens vijftig ZGT's gebouwd, de nummers 801-850. Deze trams waren niet geheel nieuw: ze hadden de elektrische installatie, onderdelen en draaistellen uit oude Rotterdamse gelede trams van de series 301 (ex-251), 351 en de verbrande 607 en 617. De 800-serie heeft dan ook gewone gelijkstroommotoren. Vier van de zes assen worden aangedreven. De trams uit de 800-serie zijn met een lengte van 22,80 meter ongeveer een meter korter dan de 700-serie. Oorspronkelijk zouden er 95 wagens worden gebouwd maar na vijftig exemplaren stopte de levering omdat men toch de voorkeur leek te geven aan lagevloertrams. Hiervoor reed een rijtuig uit Grenoble in 1987 zelfs op proef. Daardoor bleven een aantal rijtuigen uit de 351-serie nog enkele jaren langer in dienst.
Oorspronkelijk reden alle trams rond in geel/bruine kleur. In 1993 kreeg een aantal trams de nieuwe groen/witte huisstijl van de RET. Ook kwam het geregeld voor dat een tram volledig van reclame werd voorzien.

## TramPlus

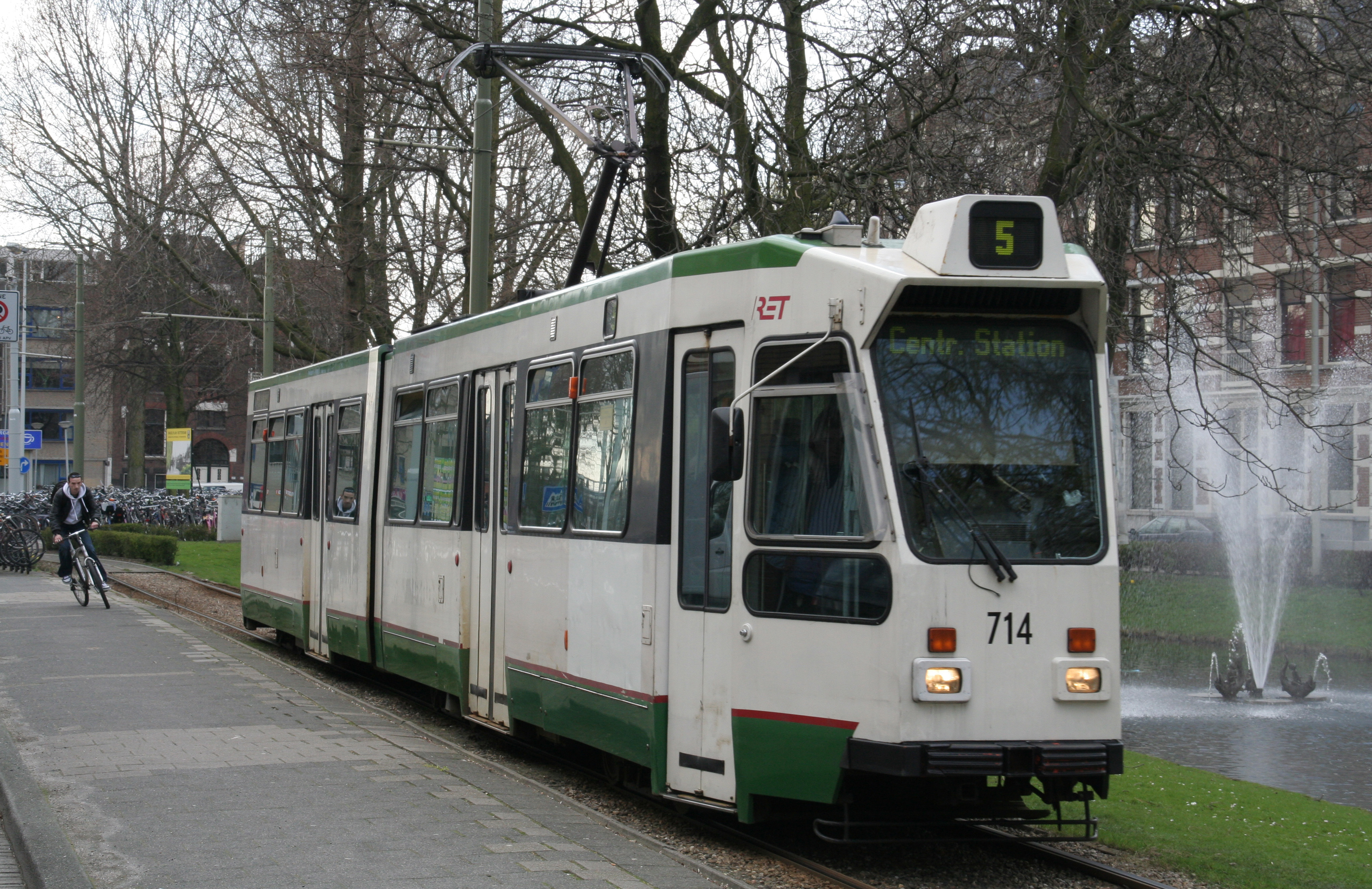
RET 714 in de TramPlus-kleuren op de Provenierssingel.

Vanwege de eisen van TramPlus werd van een deel van de 700-en het interieur gemoderniseerd voor gebruik op de nieuwe lijn 20. In deze trams werden dezelfde stoelen geplaatst als in de nieuwe Citadis-trams. Ook hebben deze trams een exploitatiebeheersysteem (EBS) dat de haltes automatisch omroept.
Een aantal ZGT-trams heeft later een zilvergrijze kleurstelling gekregen, de volgende nieuwe RET-huisstijl die ook al bij de Rotterdamse Citadis-trams en Citaro-stadsbussen werd toegepast. Ook reden er diverse trams in reclame-uitmonstering.

## Nadagen van de 800-en
In juli 2007 werden er 53 extra Citadistrams besteld ter vervanging van het grootste deel van de ZGT-700-serie en alle resterende trams uit de ZGT-800-serie. Deze werden sinds medio 2010 afgeleverd en sinds medio 2011 in dienst gesteld.
Hoewel de 800-en nieuwer zijn dan de 700-en hadden ze oude draaistellen en elektrische installaties van gelede trams van Düwag uit de jaren zestig, deze serie werd daarom eerder buiten dienst gesteld.
Tot de komst van de tweede serie Citadis-trams in 2011 waren er nog tien 800-en voor de dienst beschikbaar: 812, 820, 822, 823, 828, 830, 834, 835, 840 en 848. Ze reden vooral op lijn 2 en lijn 7 en tot januari 2011 op de toen opgeheven lijn 11. Sinds het begin van de zomerdienstregeling 2011 werden er geen 800-en meer in de reguliere dienst ingezet en werden zij vervangen door de 700-en die vrijkwamen van de TramPlus-lijnen. Naarmate er meer Citadis 2-trams in dienst kwamen nam ook het aantal rijdende 700-en af. In juni 2012 werd afscheid genomen van de laatste 800-en. Een aantal ZGT's ging naar Roemenië. De overige trams werden gesloopt.
De 819, 834 en 840 maken als museumtram nu deel uit van de collectie van Stichting RoMeO.

## Roemenië

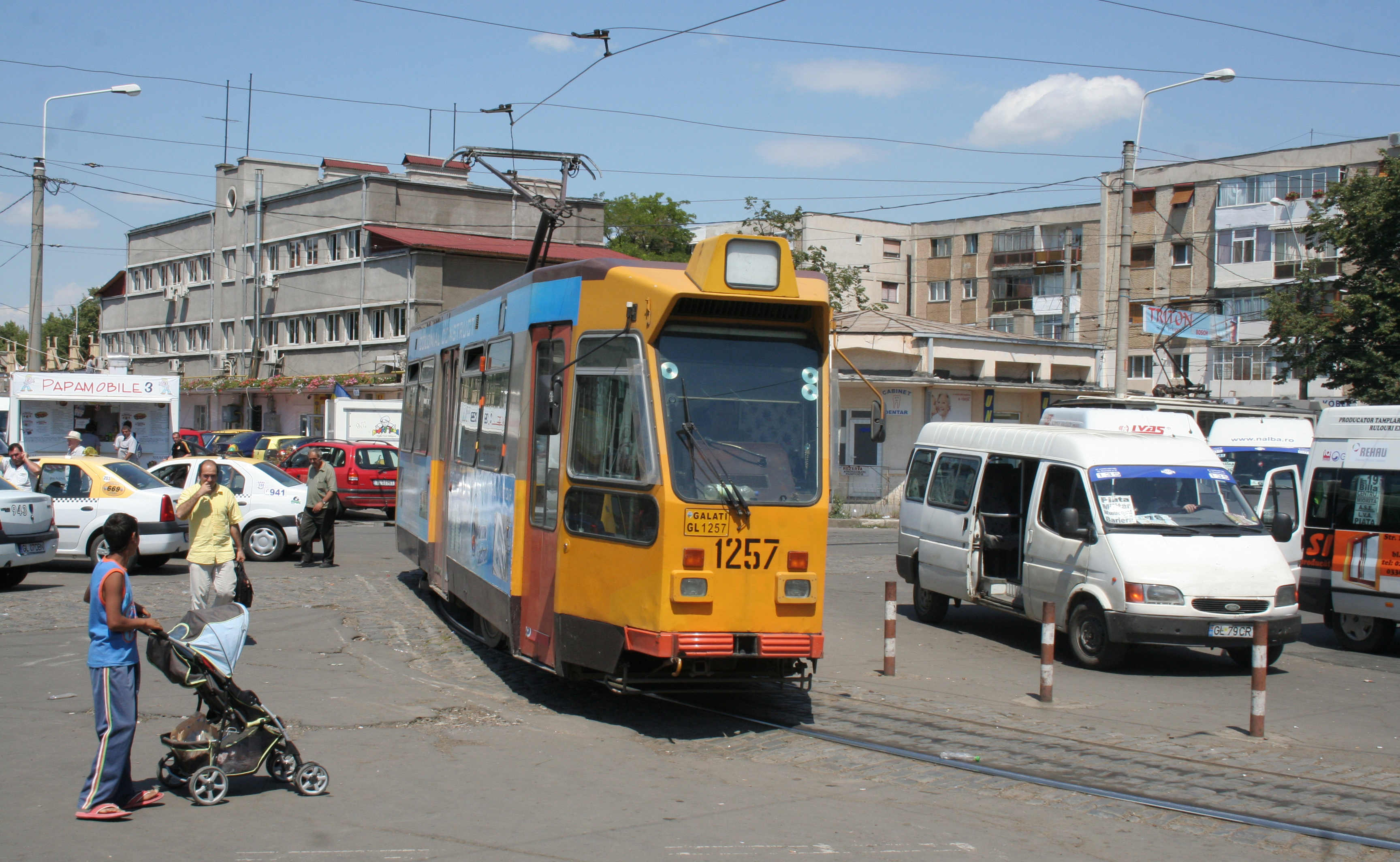
Een oude RET-tram in het Roemeense Galați.

In 2008 werden er 15 ZGT's overgenomen door het trambedrijf van Galați in Roemenië. Daar zijn aanwezig: de 801, 803, 804, 807, 814, 817, 824, 832, 836, 837, 838, 842, 844, 845 en 846. Nummer 849 is daar reeds gesloopt.
In juni 2012 werden nog tien 800-en naar Galați verkocht en per vrachtauto overgebracht: de 805, 812, 818, 820, 822, 823, 828, 830, 835 en 848. De 815 werd overgenomen als plukwagen voor onderdelen, zodat er in totaal 26 trams uit deze serie naar Roemenië zijn vertrokken.

## Nadagen van de 700-en
Van de 700-en waren tot de aflevering van de laatste Citadis 2-trams in 2011 op vier na alle wagens nog aanwezig. De 701 is in 2010 met zware aanrijdingsschade als eerste 700 afgevoerd. Later volgden ook de 718, 738 en de 744.
In 2012 en 2013 werden afgevoerd: 707, 708, 715, 716, 719, 721, 722, 724-737, 739, 740, 742, 743 en 746-748. Er bleven nog vijftien 700-en aanwezig en dienstvaardig in de nieuwe kleurstelling en met nieuwe bankjes als reservematerieel en mottenballenvloot (onder meer voor metro-vervangend vervoer), mede omdat er maar 53 nieuwe trams waren besteld om de 59 nog aanwezige oude trams te vervangen. Het betrof de 702-706, 709-714, 720, 723, 749 en 750 en werden naast stadionvervoer op lijn 12, indien noodzakelijk, in eerste instantie op lijn 2 ingezet.
Wegens de hoge onderhoudskosten voor het in stand houden van de wagens zijn ze begin 2014 buiten dienst gesteld en opgeslagen op het terrein van de centrale werkplaats aan de Kleiweg. Wegens geldgebrek in Roemenië werden er geen ZGT's meer naar dat land verkocht.
Begin 2015 werden de 702, 704, 705, 706, 714 en 750 afgevoerd voor sloop en in april 703, 709-713, 720, 723 en 749. De 710 staat sinds april 2015 bij ETEC in Waddinxveen.
De 717, 741 en 749 maken als museumtram nu deel uit van de collectie van Stichting RoMeO.

## Afbeeldingen

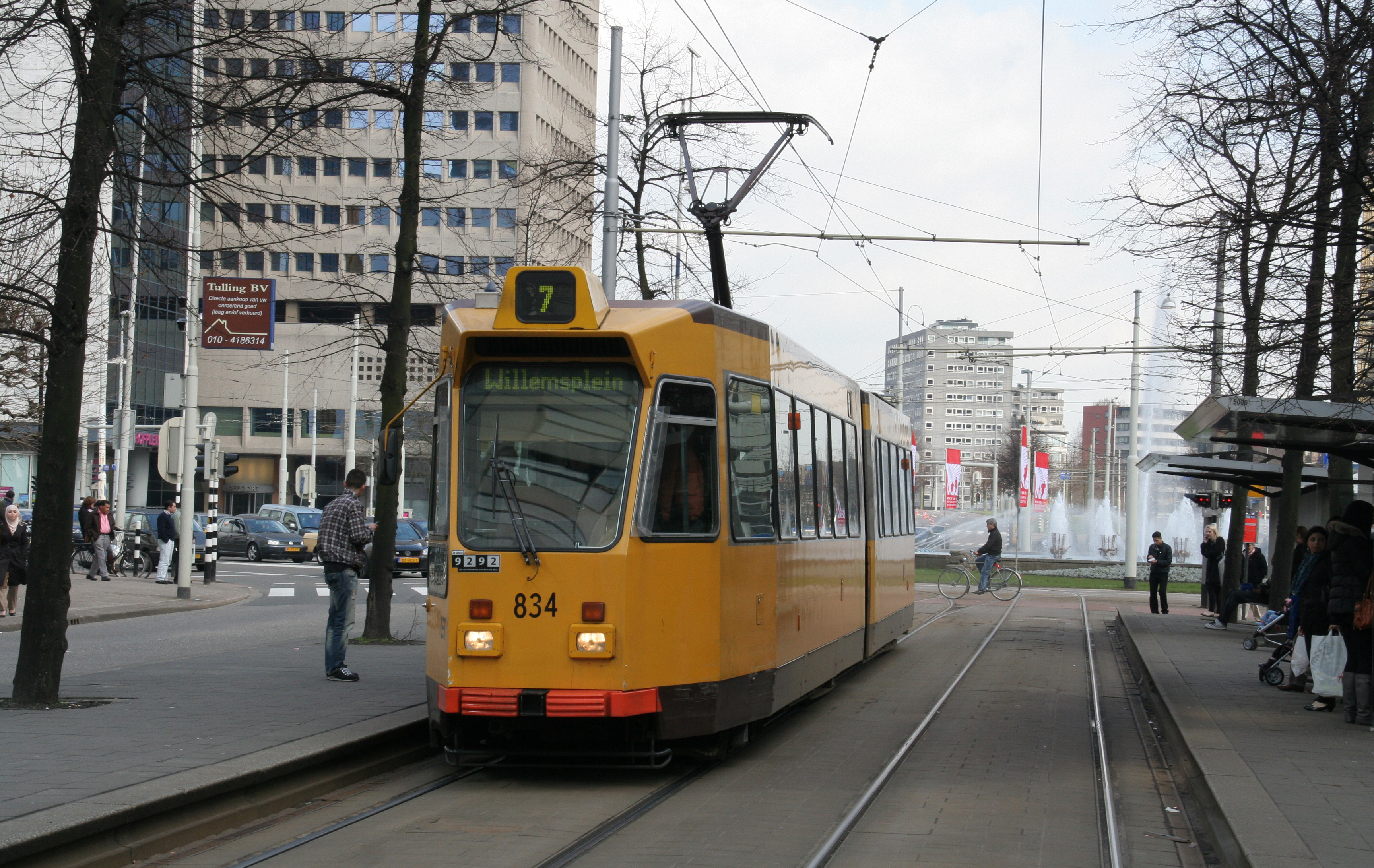
De RET 834 op het Weena.
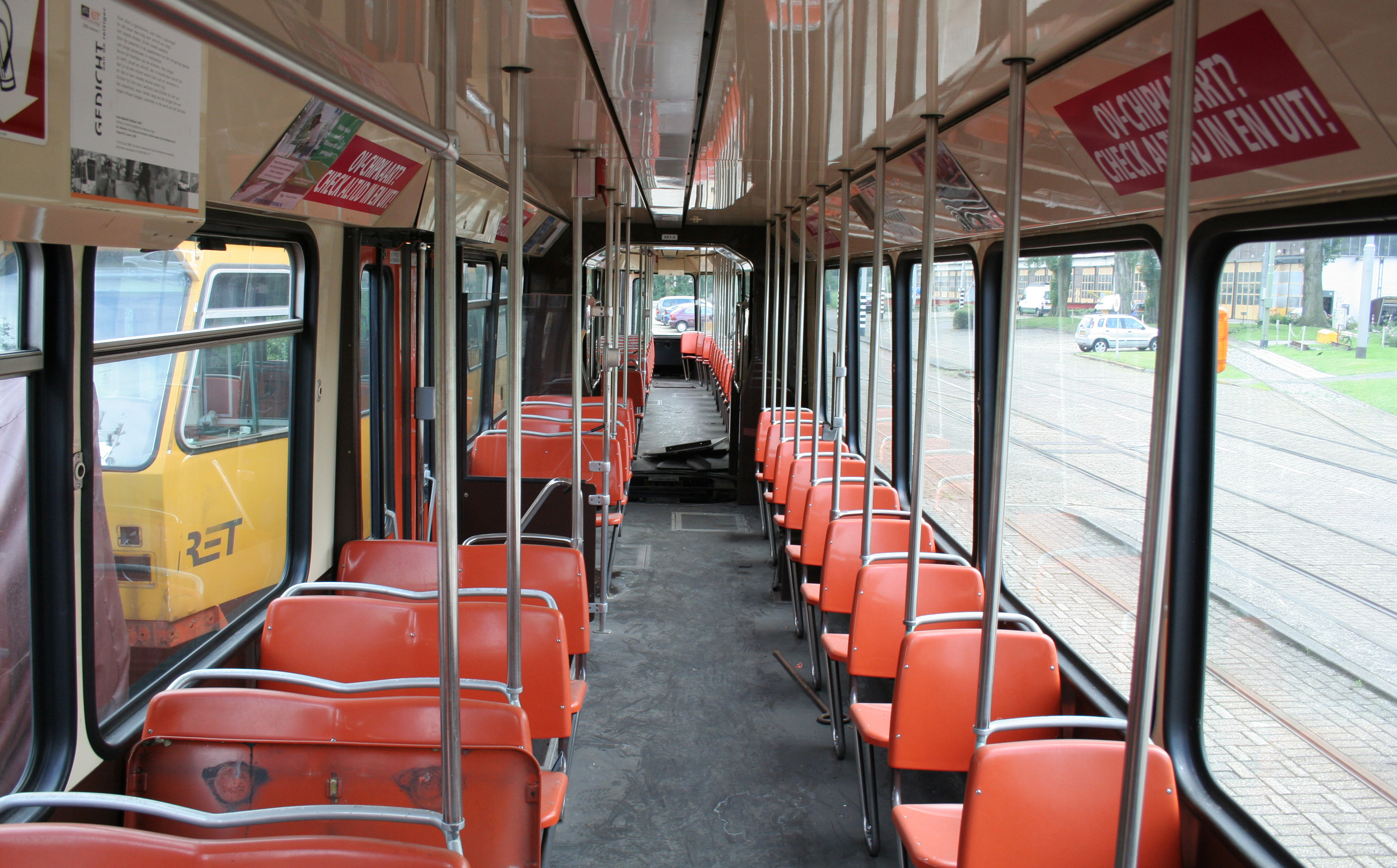
Origineel interieur van een ZGT.
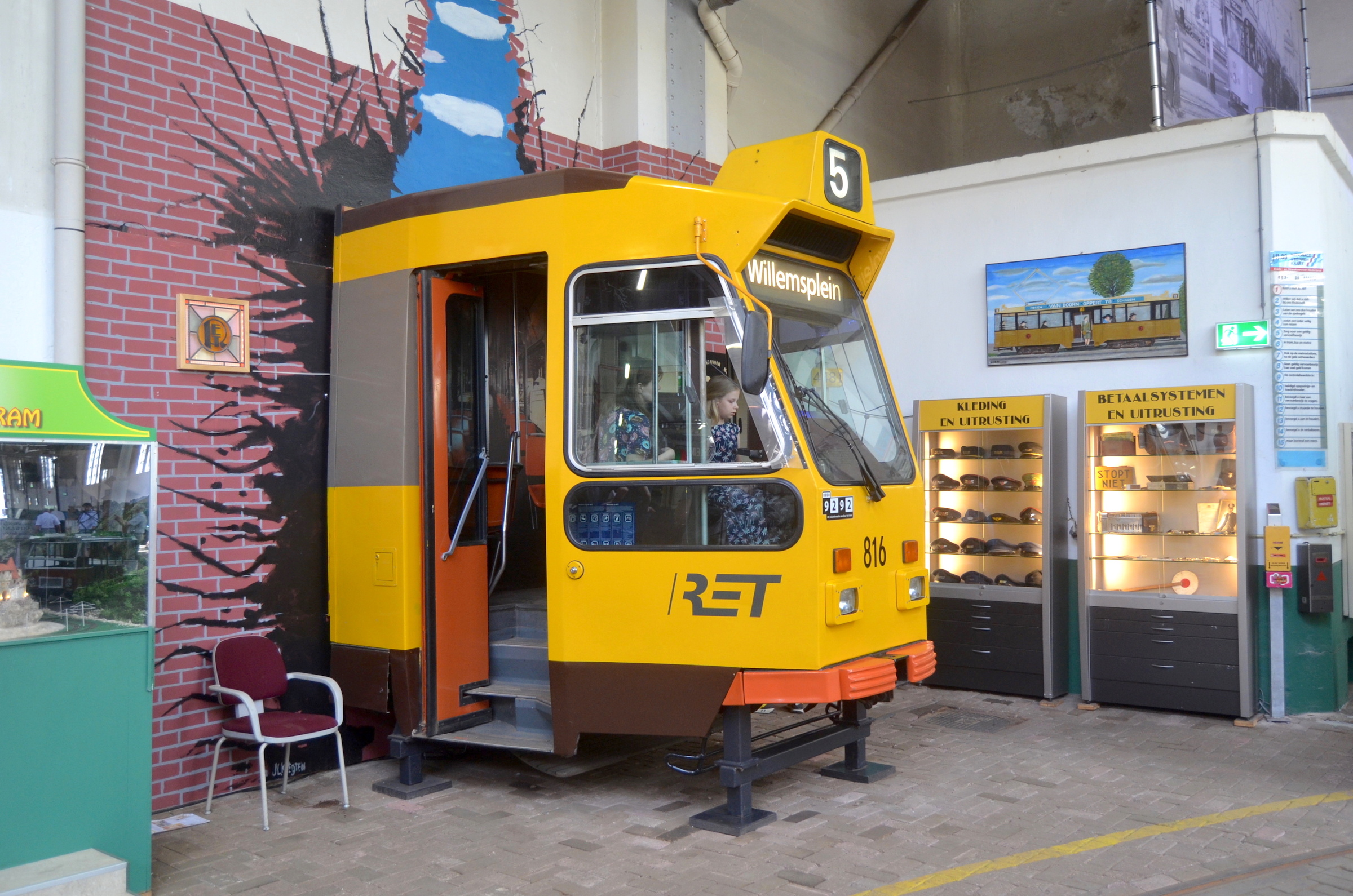
De kop van gelede wagen 816, de ZGT-simulator in het Rotterdams Openbaar Vervoer Museum.